# Jean Saphary
« Saphary » redirige ici. Pour l’article homophone, voir Safari.
Jean Saphary, né le 28 avril 1797 à Vic-sur-Cère et décédé le 16 avril 1865 à Polminhac dans le Cantal, est un philosophe français, professeur de philosophie, puis maître de conférences à l'École normale supérieure, disciple de Laromiguière.

## Filiation de pensée
Selon François Tamisier, il appartient à l'école française sensualiste, à la suite de Condillac [1715-1780], avec Garat [1749-1833], Volney [1757-1820], Cabanis [1757-1808], Destutt de Tracy [1754-1836], Thurot [1768-1832], Laromiguière [1756-1837], A.J.H. Valette [1794-1855], Cardaillac [1766-1845].

## Biographie
Il passe l'agrégation de philosophie en 1825 : c'est la première année du concours pour la philosophie. Le jury est composé de l'abbé Jean-Marie Burnier-Fontanel [1763-1827], de la Faculté de théologie de Paris, président de l’inspecteur d’académie Létendard, de l’abbé Caron, de Pierre Laromiguière [1756-1837] et de son suppléant Séverin de Cardaillac [1766-1845].
Il y eut cette année-là trois autres agrégés : Alexandre Gibon (1798-1871), Adolphe-Félix-Gatien Arnoult et André-François-Magdeleine Cassin.
Dès cette époque, on voit Jean Saphary lié avec Armand Marrast, lequel sera un peu plus tard interdit de présentation à l'agrégation, pour avoir participé le 24 août 1827 aux obsèques du député libéral Manuel, et qui, ne pouvant enseigner, gagnera un temps sa vie comme précepteur du fils aîné du banquier espagnol Aguado [1785-1852).

### Le professeur de lycée
Il est nommé professeur de philosophie au collège de Nancy et l'un de ses élèves obtient le premier prix au concours général. Selon l'usage de l'époque, et comme le rapporte le journal Le Lycée, il est alors décoré et nommé à Paris.
Il travaille alors à résumer les Leçons de Laromiguière, comme base de ses leçons à ses élèves du collège. Son travail paraît sous le titre : Essai analytique d'une métaphysique qui comprendrait les principes, la formation, la certitude de nos connaissances dans le plan de M. Laromiguière, dont on a résumé les Leçons. L'ouvrage est dédié à Laromiguière, et « comprend trois parties qui traitent du principe de nos connaissances, de leur formation, de leur certitude. L'éloge du maître se retrouve à toutes les pages : profondeur, lumière, noblesse, vérité appartiennent, selon Saphary, au métaphysicien qui représente Platon, Descartes, Malebranche, Condillac. (...) Adversaire du matérialisme et de l'athéisme, il cite Tertullien et Louis de Bonald, Bossuet et Frayssinous, Reid et Dugald Stewart, apprécie assez exactement, ce qui est rare à cette époque, la philosophie d' Emmanuel Kant qui insiste sur l'existence de Dieu et l'immortalité de l'âme, mais qui en fait l'objet de la croyance et non de la connaissance et du savoir ».
En octobre 1827, il donc est nommé à Paris au collège Bourbon (l'actuel lycée Condorcet), l'un des cinq collèges royaux de la capitale. Deux de ses élèves obtiennent à nouveau un prix au concours général.

## Le maître de conférences à l'ENS
En 1829, il est nommé maître de conférences en philosophie à l'École normale supérieure, avec comme compétiteur Jules Michelet (1798-1852) qui sera préféré pour une chaire d'histoire.

### Le lauréat du concours du ministère de l’Instruction publique
En 1841, à l'initiative de François de Chabrier, est créé un concours en faveur d'un Mémoire qui apprécierait le mieux les Leçons de philosophie de Laromiguière. La commission de ce concours est présidée par Simon-Théodore Jouffroy (1796-1842), et son jury est composée à nouveau de Cardaillac, devenu inspecteur de l'Académie de Paris ; Damiron, professeur adjoint à la Faculté des lettres de Paris ; Vacherot, directeur des études à l'École normale et Garnier, professeur de philosophie au collège royal Henri-IV. Le concours est prorogé jusqu'au 1er mai 1843. Jean Saphary est le lauréat, il publiera le texte de son mémoire en annexe de son ouvrage sur l'École éclectique qui paraîtra en 1844.

### Le protestataire
Il prend alors position pour s'opposer à l'éclectisme de Victor Cousin (1792-1867) qui, à marches forcées, se substitue à l'enseignement universitaire traditionnel de la philosophie. Aussi fait-il partie, avec Aristide Valette et son ancien condisciple Alexandre Gibon, de ce groupe d'universitaires que l'on voit plaider devant la Commission de l'instruction publique « la cause de l'enseignement de la philosophie compromise par la personnification de cet enseignement en un seul homme, et par l'identification de toutes les doctrines en une seule doctrine qui, à tort ou à raison, a fait éclater des orages sur l'Université dont on se fait aujourd'hui les paratonnerres. ». Cette initiative est à la source d'une polémique engagée par la Revue de Paris, auprès de laquelle les trois enseignants obtiennent, non sans difficulté, un droit de réponse. 
Quelques années après la mort de Laromiguière, Saphary fait paraître un nouvel ouvrage : L'École éclectique et l'école française. Une deuxième partie, comprise dans la pagination, a pour titre L'École française. Mémoire couronné par l'Université comme appréciation de la philosophie de Laromiguière. L'épigraphe, empruntée au poète latin Horace, déclare : « Multa renascentur, quae jam cecidere, cadentque quae nunc sunt in honore ». [Bien des choses renaîtront qui sont déjà tombées et tomberont qui sont maintenant en honneur]. « L'ouvrage, fort bien composé, clairement écrit, avait pour objet de montrer que le clergé séparé des jésuites, et l'Université, séparée des éclectiques, pouvaient former une alliance heureuse ».
Dans la Préface, Saphary combat à nouveau Victor Cousin et l'éclectisme, qu'il dénonce comme un panthéisme et qu'il caractérise ainsi : « l'éclectisme n'a pas encore fait son œuvre, il disloque les sciences et n'a pas de méthode, il a voulu rendre suspecte la philosophie de Condillac et de ses disciples, en les flétrissant par des noms barbares et odieux, et n'a pas su rester à la fois indépendant et respectueux devant la révélation ; mais il n'est qu'une puissance officielle, une philosophie d'État qui parodie la religion d'État ». Dans la partie consacrée à l'École française, il défend Étienne de Condillac et fait l'apologie de Laromiguière contre Maine de Biran et Victor Cousin. C'est la reprise du texte du mémoire couronné par l'Université et le ministère de l'Instruction publique. 

### Une carrière politique manquée
Sous les auspices du journal Le National, que dirige son ami Armand Marrast, il se présente aux élections législatives du 1er août 1846 « comme l'adversaire du communisme et le défenseur de l'agriculture ». Mais pourtant il échoue à ces élections, qui donneront la majorité absolue au centre conservateur au pouvoir. Il prend sa retraite en 1854, s'établit au château des Huttes et se consacre à la Société cantalienne jusqu'à sa mort une dizaine d'années plus tard, en 1865.

### Œuvres
- Essai analytique d'une métaphysique qui comprendrait les principes, la formation, la certitude de nos connaissances, dans le plan de M. Laromiguière, 1827
- L'École éclectique et l'école française, 1844
- L'Habitant du Cantal au pied des Pyrénées, poème qui l'a fait lauréat de l'Académie des Jeux floraux de Toulouse.
- L'Impôt du sel, 1848
- Gerbert, premier pape français, sous le nom de Sylvestre II, sa vie, ses disciples, ses écrits, son caractère. Extrait de l'Histoire littéraire des bénédictins de Saint-Maur, 1851
- Cri de souffrance de la propriété rurale, 1860
- À M. le président du Conseil général, pour être présenté au Conseil, en séance [signé : "Saphary, agriculteur à Vic"], 1861 (AD 15),

### Éléments de bibliographie
- François Picavet, Les Idéologues. essai sur l’histoire des idées et des théories scientifiques, philosophiques, religieuses, etc. en France depuis 1789. à Paris, chez Félix Alcan, in-8, 1891 [Réédité par Georg Olms Verlag. Hildesheim. New York]. pages 563 sq.